# Język benggoi
Język benggoi (a. bengoi), także: kobi-benggoi, isal – język austronezyjski używany w prowincji Moluki w Indonezji. Według danych z 1989 r. posługuje się nim 350 osób.
Jego użytkownicy zamieszkują trzy wsie na wyspie Seram (Benggoi, kecamatan Bula; Lesa i Balakeo, kecamatan Werinama). Każda wieś ma swój własny dialekt. W 1982 r. stwierdzono, że jest prawie wymarły.
W artykule z 1931 r. zawarto pewne dane z tego języka, opisanego wraz z liana-seti jako „uhei-kahlakim”. Nie wykształcił piśmiennictwa.